# Liste der Naturdenkmale in Sehmatal
Die Liste der Naturdenkmale in Sehmatal nennt die Naturdenkmale in Sehmatal im sächsischen Erzgebirgskreis.

## Definition
„Naturdenkmäler sind rechtsverbindlich festgesetzte Einzelschöpfungen der Natur oder entsprechende Flächen bis zu fünf Hektar, deren besonderer Schutz erforderlich ist
1. aus wissenschaftlichen, naturgeschichtlichen oder landeskundlichen Gründen oder
2. wegen ihrer Seltenheit, Eigenart oder Schönheit.“

„§ 18 – Naturdenkmäler – (zu § 28 BNatSchG)
(1) Die Erklärung nach § 22 Abs. 1 BNatSchG von Teilen von Natur und Landschaft als Naturdenkmal erfolgt durch Rechtsverordnung oder Einzelanordnung.
(2) Über § 28 Abs. 1 BNatSchG hinaus können Naturdenkmäler zur Sicherung von Lebensgemeinschaften oder Lebensstätten von im Bestand gefährdeten oder streng geschützten Arten festgesetzt werden.“

## Liste
Link zu einem Kartenansichtstool, um Koordinaten zu setzen.
| Bild                          | Bezeichnung              | Lage                                       | Beschreibung         | Datum                                                           | Nummer     |
| ----------------------------- | ------------------------ | ------------------------------------------ | -------------------- | --------------------------------------------------------------- | ---------- |
| mehr Fotos \| Fotos hochladen | Daneelsteine Neudorf     | Neudorf (50° 28′ 25,9″ N, 12° 58′ 26,2″ O) | Fläche: ca. 369 m²   | Beschluss des Rates des Kreises Annaberg Nr. 517 vom 27.05.1982 | 364.23-236 |
| Fotos hochladen               | Hochmoorrest Siebensäure | Neudorf (50° 28′ 25,5″ N, 12° 56′ 57,1″ O) | Fläche: ca. 45630 m² | Beschluss des Rates des Kreises Annaberg Nr. 517 vom 27.05.1982 | 364.23-235 |